# Lieux de représentation du Festival d'Avignon
| Carte présentant les différents lieux du festival d'Avignon In dans Avignon. · Église des Célestins · Chapelle des pénitents blancs · Hospice Saint Louis · Maison des côtes du Rhône · Maison Jean-Vilar · Cloître des Carmes · Théâtre municipal · Palais des papes, cour d'honneur · Parvis du Palais · Cloître du vieux palais · Verger Urban V · Chapelle des Cordeliers · Théâtre du Chêne noir · Cour de l'Oratoire · Cloître du Collège d'Annecy · Cloître Sainte Marthe · Salle Benoît XII · Condition des Soies · Lycée Aubanel · Lycée Mistral · Cour de la Faculté des Sciences · Lycée Saint Joseph · Maison d'arrêt d'Avignon |

La fin du XIXe siècle et le début du XXe se caractérisent par une remise en question dans le domaine théâtral. C'est dans cette mouvance que Jean Vilar aménage le T.N.P. et investit des lieux ouverts pour le Festival d'Avignon.

## Historique

### Les débuts: 1947 - 1971
Le Festival d'Avignon est dès le début emblématique grâce à ses lieux où se déroulent les représentations. En mai 1947, Jeanne Laurent, chargée de la politique de décentralisation culturelle, cherche à dynamiser la province en y implantant des troupes permanentes de comédiens. C'est dans ce cadre que Jean Vilar demande à Jeanne Laurent « un mur pour jouer devant » : « Cela peut être n'importe quel mur, un mur d'usine ou un mur de terrain de pelote basque. ».
C'est Jeanne Laurent qui lui propose le « mur » de la Cour d'honneur du Palais des Papes. Elle raconte : « Il voulait du plein air, mais en même temps s'enfermer dans des murs. Il ne manquait que le toit pour faire une salle de théâtre. ».
Après accord de la municipalité, la Cour d'honneur du palais des papes fut aménagée et Une semaine d'Art en Avignon se concrétisa du 4 au 10 septembre 1947. Il y eut 4 800 spectateurs, dont 2 900 payants, qui assistèrent dans trois lieux (la cour d'honneur du palais des papes, le Théâtre municipal et le Verger d'Urbain V), à sept représentations des trois créations.
En 1958, le réfectoire des pères (aussi « tinel », mot régional), qui n’était pas couvert à l'époque, de la Chartreuse Notre-Dame-du-Val-de-Bénédiction à Villeneuve-lès-Avignon est réquisitionnée pour la pièce Le Triomphe de l'amour, mise en scène par Jean Vilar, il sera ensuite réhabilité en tant que centre culturel de rencontre avec la création, en 1973, du Centre International de Recherche de Création et d'Animation (CIRCA) et le Centre National des Écritures du Spectacle (CNES), en 1990.
En 1966, c'est le Parvis du vice-légat, désormais nommé Place de l'Amirande, qui est utilisé par Roger Planchon pour sa mise en scène de la pièce Richard III.
En 1967, sous l’impulsion de Paul Puaux, le Cloître des Carmes devient le premier lieu de décentralisation des représentations. Il n'a jamais cessé d'être utilisé dans le Festival (hormis durant les années 1983-84 et 1990).
En 1968, ouverture du cloître des Célestins
En 1969, le lycée Saint-Joseph héberge une scène.

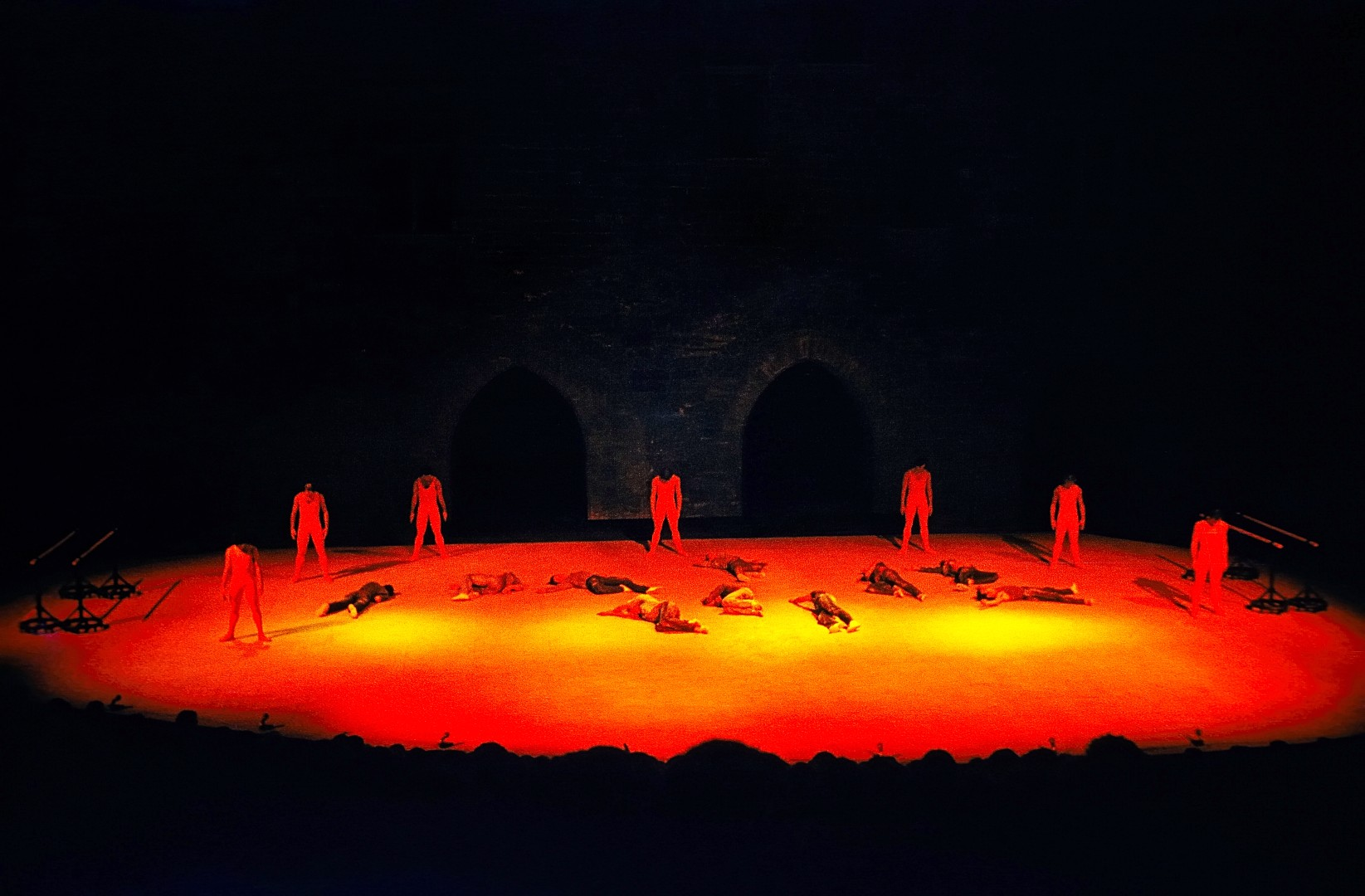
Maurice Béjart, Messe pour le temps présent dans la Cour d'Honneur du Palais des papes en 1968.

### Le Festival diversifie ses lieux: 1972 - 1984
Jean Vilar meurt en 1971, laissant pour successeur Paul Puaux. Ce dernier, avec un profil d'administrateur plus que de créateur, choisit de nouveaux lieux qui resteront des références, comme la Chapelle des Pénitents blancs.

### Le Festival met en place l'itinérance d'un spectacle: 2014-2017
Depuis 2014, un spectacle de l'édition joue chaque soir dans une ville et un lieu différent.

## Organisation et équipement des lieux
Depuis 15 ans, le Festival d'Avignon utilise entre 20 et 30 lieux lors de l'événement Festival. Sur tous ces lieux, 5 sont des lieux de spectacle, équipés et fonctionnant à l'année : La FabricA du Festival d'Avignon, le Théâtre Benoît-XII et la Chapelle des Pénitents blancs de l'Institut supérieur des Techniques du spectacle, l'Opéra du Grand Avignon, l'Autre-Scène de Vedène-Grand Avignon. Tous les autres lieux, gymnases, cloîtres, églises, cours, carrières... doivent être équipés pour accueillir un spectacle, des équipes artistiques et du public. Tous ces lieux sont examinés par une commission de sécurité des pompiers.

## Liste des lieux
| Nom du lieu                                        | Photo du lieu                                                       | Nom de la salle         | Date de première représentation |
| -------------------------------------------------- | ------------------------------------------------------------------- | ----------------------- | ------------------------------- |
| Salle Jacques Buravand                             |                                                                     |                         | 1983                            |
| Carrière de Boulbon                                |                                                                     |                         | 1986                            |
| Chapelle des cordeliers                            |                                                                     |                         | 1974                            |
| Chapelle des pénitents blancs                      |                                                                     |                         | 1971                            |
| Chapelle du Roi René                               |                                                                     |                         | 1990                            |
| Chartreuse de Villeneuve-lès-Avignon               |                                                                     | Cloître                 | 1979                            |
| Chartreuse de Villeneuve-lès-Avignon               |                                                                     | Cave du Pape            | 1988                            |
| Chartreuse de Villeneuve-lès-Avignon               |                                                                     | Cave Rivoire            | 1995                            |
| Chartreuse de Villeneuve-lès-Avignon               |                                                                     | Tinel                   | 1958                            |
| Collégiale Notre-Dame de Villeneuve-lès-Avignon    |                                                                     |                         | 1985                            |
| Cloître des Carmes                                 |                                                                     |                         | 1967                            |
| Cloître des célestins                              |                                                                     |                         | 1968                            |
| Cloître du Collège Saint-Nicolas d'Annecy          |                                                                     |                         | 1993                            |
| Cloître Sainte-Marthe                              |                                                                     |                         | 1993                            |
| Collège Saint-Joseph                               |                                                                     |                         | 1969                            |
| Condition des soies                                | bâtiment des conditions des soies, aujourd'hui archives municipales |                         | 1980                            |
| Cour Ancien Archevêché                             |                                                                     |                         | 1989                            |
| Cour de l'Oratoire                                 |                                                                     |                         | 1976                            |
| Cour de la Faculté des Sciences                    |                                                                     |                         | 1981                            |
| Cour du Collège La Salle Avignon Site Centre-Ville |                                                                     |                         |                                 |
| Église des Célestins                               |                                                                     |                         | 1983                            |
| Cloître Saint-Louis                                |                                                                     |                         | 1985                            |
| Gymnase du lycée Théodore Aubanel d'Avignon (d)    |                                                                     |                         | 1985                            |
| Gymnase du lycée Frédéric Mistral d'Avignon        |                                                                     |                         | 1985                            |
| Gymnase du Lycée René-Char                         |                                                                     |                         |                                 |
| Gymnase du Lycée Saint-Joseph                      |                                                                     |                         | 1993                            |
| Maison d'Arrêt d'Avignon                           |                                                                     |                         | 1973                            |
| Maison des Côtes du Rhône                          |                                                                     |                         | 1996                            |
| Maison Jean-Vilar                                  |                                                                     |                         | 1986                            |
| Ancien Palais des Expositions (Champfleury)        |                                                                     |                         | 1975                            |
| Palais des papes                                   |                                                                     | Cour d'honneur          | 1947                            |
| Palais des papes                                   |                                                                     | Verger d'Urbain V       | 1947                            |
| Palais des papes                                   |                                                                     | Place du Palais         | 1966                            |
| Palais des papes                                   |                                                                     | Cloître du vieux palais | 1981                            |
| Palais des papes                                   |                                                                     | Salle du conclave       | 1996                            |
| Parc des Expos d'Avignon                           |                                                                     |                         | 1995                            |
| Parvis du Palais des Papes                         |                                                                     |                         | 1990                            |
| Salle Benoît XII                                   |                                                                     |                         | 1975                            |
| La FabricA                                         |                                                                     |                         | 1988                            |
| Studio Saint-Roch                                  |                                                                     |                         | 1993                            |
| Théâtre des Carmes                                 |                                                                     |                         | 1991                            |
| Théâtre des Halles                                 |                                                                     |                         | 1984                            |
| Théâtre du Chêne Noir                              |                                                                     |                         | 1975                            |
| Opéra Grand Avignon                                |                                                                     |                         | 1947                            |
| L'Autre Scène                                      |                                                                     |                         |                                 |